# Wilhelm von Lans
Wilhelm Andreas Jacob Emil Lans, seit 1913 von Lans, (* 5. März 1861 auf Gut Loosen; † 21. März 1947 in Berlin-Charlottenburg) war ein deutscher Admiral.

## Leben

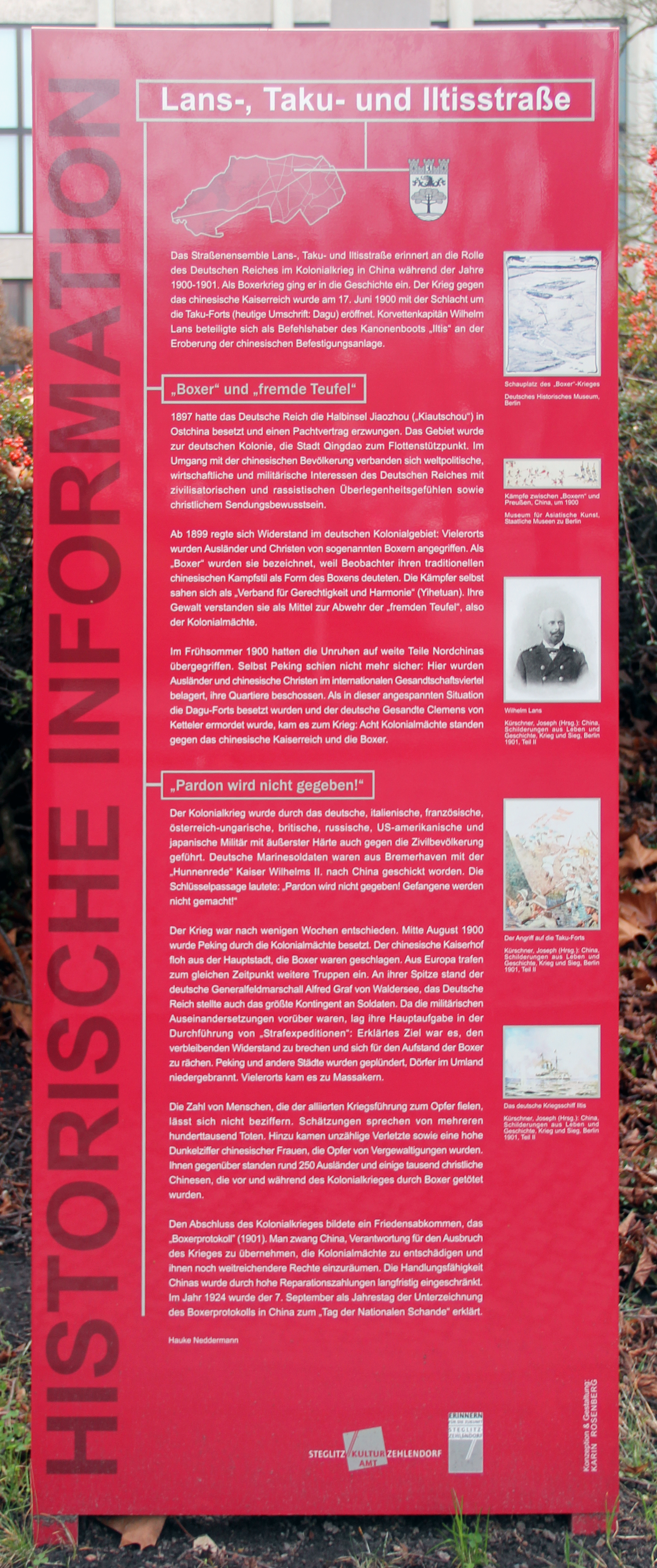
Gedenktafel in Berlin-Dahlem

Lans war das dritte von acht Kindern der Eheleute Herbert und Berta Lans. Sein jüngerer Bruder Max wurde auch Seeoffizier.
Von 1870 bis 1878 in den Kadettenhäusern zu Bensberg und Berlin erzogen, trat er am 23. April 1878 als Kadett in die Kaiserliche Marine ein. Der Dienst auf verschiedenen Panzerschiffen und Torpedobooten führte ihn nach Südamerika, Westindien und Afrika. Inzwischen zum Leutnant zur See befördert, brachte er auf Anregung des Kaisers das Torpedoboot V 6 zu Ostern 1891 nach Berlin. 1894 wurde Lans Zweiter Offizier auf dem Linienschiff Kurfürst Friedrich Wilhelm. 1895 wurde er zum Admiralstab der Marine kommandiert und blieb hier bis 1898.
Zum Korvettenkapitän befördert, trat er am 6. Februar 1899 mit dem neuen Kanonenboot Iltis – später wurde auch sein Bruder Max Kommandant des Bootes – eine Reise nach Ostasien an, wo er im Mai Kiautschou erreichte, das China dem Deutschen Reich 1898 auf massiven Druck hin verpachtet hatte. Bei der Schlacht um die Taku-Forts während des Boxeraufstandes besiegten die Schiffe der europäischen Kolonialmächte am 17. Juni 1900 die angreifenden chinesischen Truppen. Lans wurde dabei schwer verwundet durch die „Zerschmetterung des linken Unterschenkels“, musste daher als Schiffskommandant durch seinen Ersten Offizier Robert Kühne, welcher auch das Landungsdetachement der Iltis während des Aufstands geführt hatte, ersetzt werden und lag bis Dezember 1900 im Lazarett der deutschen Kaiserlichen Marine in Yokohama. Der Kaiser beglückwünschte die Besatzung und verlieh am 25. Juni 1900 Lans den Orden Pour le Mérite. Das Boot selbst erhielt für seine Leistungen als einziges deutsches Schiff ebenfalls den Pour le Mérite.
Im Januar 1901 kehrte Lans nach Deutschland zurück und wurde im August in den Admiralstab der Marine in Kiel berufen, dem er bis 1904 angehörte. Anschließend wurde er im September 1904 Kommandant des Flottenflaggschiffs Kaiser Wilhelm II., das er bis September 1906 führte. Im Jahre 1906 wurde er zum Konteradmiral befördert.
Inspekteur des Torpedowesens war er von 1909 bis 1912 und nahm während dieser Zeit erheblichen Einfluss auf die Baupolitik bei Torpedobooten. Lans setzte gegen erhebliche Widerstände in der Flotte eine Verkleinerung der Boote (Serie V 1 bis S 24) durch. Aufgrund ihrer schlechten See-Eigenschaften wurden sie Lans-Krüppel genannt; sie waren nur unter Kostenaspekten interessant, da sie preiswerter als ihre Vorgänger waren. Vom 1. Oktober 1912 bis zum 14. Februar 1915 war Lans als Vizeadmiral Chef des I. Geschwaders der Hochseeflotte. Abgelöst wurde er auf Betreiben des Staatssekretärs im Reichsmarineamt Tirpitz, dessen Unmut er auf sich gezogen hatte: Mit Lans’ Billigung und unter seinen Namen verfasste sein Erster Stabsoffizier, Korvettenkapitän Wolfgang Wegener, ein Schreiben, welches die Vorkriegsflottenrüstung und -strategie sowie die Seekriegsführung kritisierte. Der Brief forderte die Verantwortlichen (d. i. Tirpitz) auf, die Nordsee als Randschauplatz zu sehen und stattdessen den Fokus auf die Ostsee als strategischem Hinterland und Zufuhrweg für schwedisches Eisenerz anzuerkennen. Diese Denkschrift zirkulierte innerhalb der Marine und richtete sich indirekt gegen Tirpitz als maßgeblichen deutschen Verantwortlichen. Nach der Abkommandierung als Geschwaderchef war er bis September 1915 zur Verfügung des Chefs der Marinestation der Nordsee gesetzt. Er wurde am 18. September 1915 unter Verleihung des Charakters als Admiral zur Disposition und gleichzeitig à la suite des Seeoffizierkorps gestellt.
Lans setzte sich in Berlin-Charlottenburg zur Ruhe. Im Jahre 1903 hatte er in Hannover Anna von Cölln geheiratet. Die Ehe blieb kinderlos. Im Zweiten Weltkrieg wurde seine Wohnung in Berlin ausgebombt, woraufhin er nach Adamsdorf in der Neumark zog. Dort verstarb 1944 seine Frau nach kurzer Krankheit. Im Juli 1945 wurde er aus Adamsdorf/Sulimierz vertrieben und ging zurück nach Berlin. Er verstarb hier 1947 im Alter von 86 Jahren in einem Krankenhaus und wurde anschließend in Hamminkeln beigesetzt.

## Ehrungen
Lans wurde am 16. Juni 1913 durch Wilhelm II. in den erblichen Adelsstand erhoben. Je eine Straße in Köln-Neuehrenfeld und in Berlin-Dahlem wurden nach ihm benannt. Für seine Verdienste in Frieden und Krieg hatte er außerdem folgende Orden und Ehrenzeichen erhalten:
- Roter Adlerorden II. Klasse mit Eichenlaub[6]
- Kronenorden II. Klasse mit Stern[6]
- Ritterkreuz des Königlichen Hausordens von Hohenzollern[6]
- Eisernes Kreuz II. Klasse[6]
- Preußisches Dienstauszeichnungskreuz[6]
- Ehrenkomtur des Fürstlich Hohenzollernschen Hausordens[6]
- Bayerischer Militärverdienstorden II. Klasse[6]
- Komtur II. Klasse des Albrechts-Ordens[6]